# 鼻フック

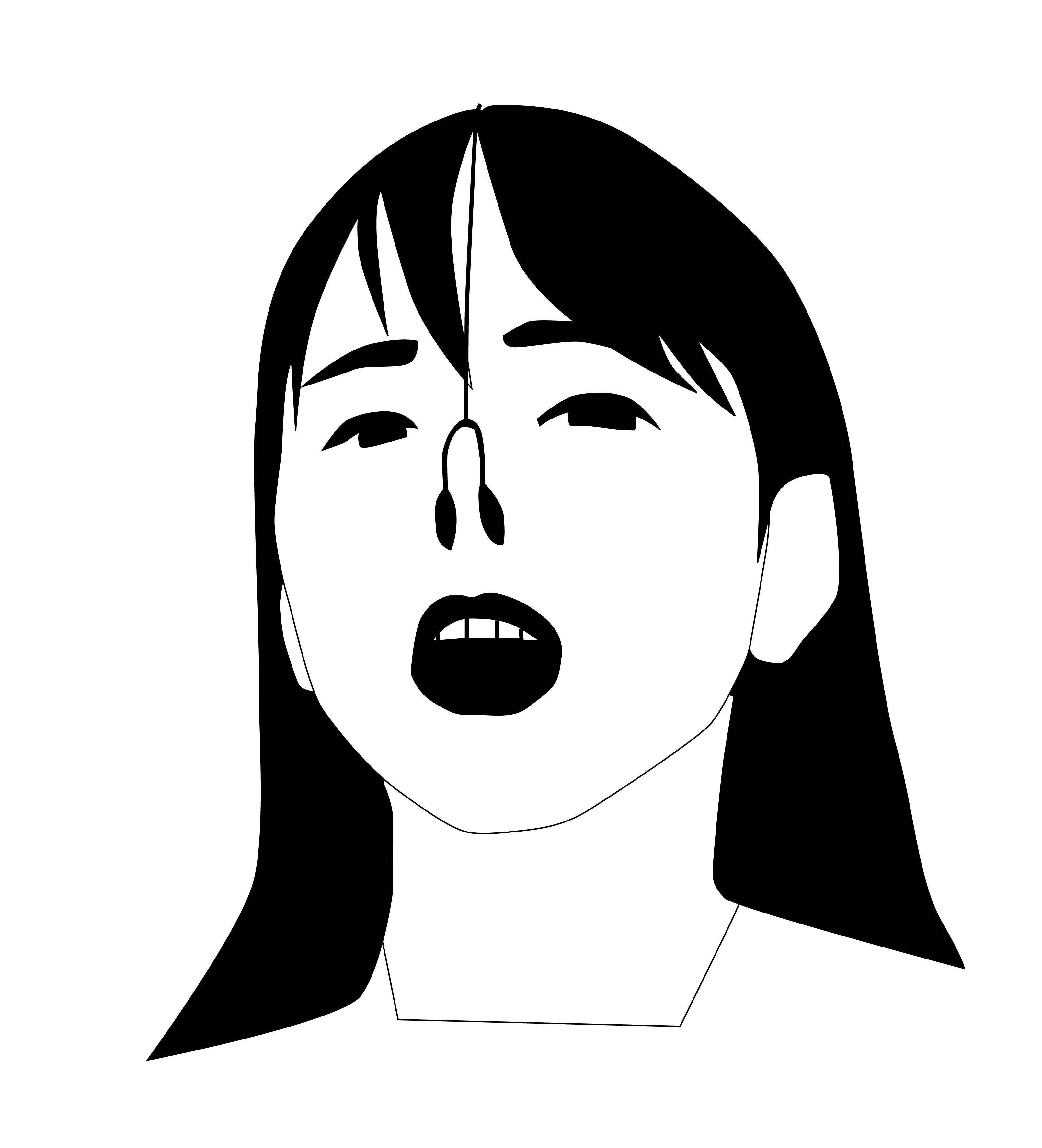
鼻フックを装着した女性

鼻フック（はなフック）とは、鼻にひっかけて、ブタのような鼻にする道具あるいはその行為。本来行為そのものは「鼻責め」といい、行為としての鼻フックは鼻責めの一種。

## 歴史
他人をブタのような鼻にするという行為は、幼少時に行われるにらめっこのように滑稽な顔を面白がる性質のもの、というのが一般的な理解である。しかし、異性の変形した顔に性的興奮を感じるもいるほか、ＳＭプレイにおいて、相手を「豚」と揶揄したり、豚のような鼻にして相手を貶める行為が行われるなど、性的な意味も持っている。
1980年代以降のSM系AVにおいて多くみられるようになったが、1990年代からは、逆にAVから触発され、テレビのバラエティ番組において性的な意味を持たずに、肉体的な鼻の苦痛や滑稽な顔を楽しむ罰ゲームとしても行われるようになった。
道具としては、カーテンフックや針金で自作したものが用いられたこともあったが、現在は、アダルトショップなどでも販売されている専用のものが使われることが多い。鼻フックAVはSMものでは定番のプレイになり、有名AV女優ですらこのプレイをするようになった。

## 概要
性的な意味を持つ場合も持たない場合も、肉体的な痛さとともに、ブタのように醜くなった顔と元の顔とのギャップを楽しんだり、醜い顔にされることにより感じる羞恥心を刺激することを目的とすることが多い。
自分の顔にプライドを持つ人にとっては、裸を見られるよりも恥ずかしいという意見もあるが、顔に羞恥心を感じない人にとっては、あまり意味のない行為である。
近年、変顔が流行していることもあり、SMプレイとしてよりもお笑い芸や罰ゲームの一種としてとらえられることも多いが、現在もSMものを初め数多くのAV作品などで取り上げられている。
芸能人では、松本人志（ダウンタウン）、大槻ケンヂなどがSMプレイとしての鼻フックを好むことを公言している。